# 킴 베이싱어
키밀라 앤 "킴" 베이싱어(영어: Kimila Ann "Kim" Basinger, 1953년 12월 8일 ~ )는 미국의 배우, 모델, 가수, 프로듀서이다. 1997년 《L.A. 컨피덴셜》에서 린 브래켄 역을 맡아 아카데미상 여우조연상을 수상하였다. 대표 작품으로는 《배트맨》, 《8마일》, 《센티넬》 등이 있다.

## 생애
미국 조지아주 애선스에서 태어나 뉴욕으로 이주하였다. 독일, 스웨덴과 체로키족의 혼혈이며, 감리교 신자였다.
금발벽안을 지닌 베이싱어는 1970년대에는 모델로 연예계에 입문해 《미녀 삼총사》 같은 텔레비전 시리즈의 몇 편에 출연하기도 하였다. 1981년 《하드 컨트리》에 영화 배우로 데뷔하였으며, 1983년 007 영화 《네버 세이 네버 어게인》에서 본드걸 도미노 역을 맡아 명성을 알렸다.
1986년에는 《나인 하프 위크》에서 미키 루크의 상대역, 같은 해 《노머시》와 1992년 《최종분석》에서는 리처드 기어의 상대역을 맡았다.
1994년 《겟어웨이》에서 함께 주연한 배우 앨릭 볼드윈과 결혼하여 딸 하나를 두었으나, 2002년 이혼했다.

## 출연 작품
- 《하드 컨츄리》(1981)
- 《마더로드》(1982)
- 《네버 세이 네버 어게인》 도미노 역 
 《맨 후 러브드 어 우먼》(1983)
- 《내추럴》(1984) 메모 패리스 역
- 《나인 하프 위크》엘리자베스 역 
 《노 머시》 미셸 듀발 역 (1986)
- 《블라인드 데이트》 나디아 게이츠 역 
 《나딘》 나딘 하이타워 역 (1987)
- 《새엄마는 외계인》 클리스티 마틴 역 (1988)
- 《배트맨》 비키 데일 역 (1989)
- 《최종분석》 히더 에반스 역 
 《리얼 맥코이》 캐런 맥코이 역 (1992)
- 《웨인의 세상 2》하니 호네 역 (1993)
- 《겟어웨이》 캐롤 맥코이 역 
 《프레타 포터》키티 역 (1994)
- 《LA 컨피덴셜》린 브래켄 역 (1997)
- 《아프리카를 꿈꾸며》쿠키 갈만 역 
 《블레스 더 차일드》매기 오코너 역 (2000)
- 《8마일》 스테파니 스미스 역 
 《목격자》 빅토리아 그레이 역 (2002)
- 《우리집에 바람났네》 메리온 콜 역 
 《셀룰라》 제시카 마틴 역 (2004)
- 《센티넬》 영부인 사라 역 (2006)
- 《이븐 머니》 캐롤 카버 역 (2007)
- 《그녀가 외출한 사이》 델라 마이어스 역 (2008)
- 《버닝 플레인》 지나 역 (2009)
- 《찰리 세인트클라우드》클레어 역(2010)
- 《아이엠 히어》마리아 역(2014)
- 《나이스 가이즈》주디스 커트너 역(2016)
- 《50가지 그림자: 심연》엘레나 링컨 역(2017)
- 《50가지 그림자: 해방》엘레나 링컨 역(2018)

## 같이 보기
- 본드걸